# サチーン・リトルフェザー
サチーン・クルス・リトルフェザー（Sacheen Cruz Littlefeather, 出生名：Marie Louise Cruz又はMaria Louise Cruz、1946年11月14日 - 2022年10月2日）は、アメリカ合衆国のネイティブ・アメリカンの女優、活動家として知られていたが、死後、実際はヒスパニック・白人であり出自を偽っていたことが明らかにされた。

## 生涯
カリフォルニア州サリナス出身。アパッチ族とメキシコ北西部の先住民族であるヤキ族の血を引く父と白人の母の間に生まれたと本人は主張していたが、父親は実際にはスペイン・メキシコ系であった。
女優として主に端役で『誇り高きインディアンの英雄・ウィンターホーク』や『ザ・トライアル・オブ・ビリー・ジャック』など数本の映画に出演したほか、ネイティブ・アメリカンの権利尊重の活動家として活動した。
中でも注目を浴びたのは、1973年の第45回アカデミー賞授賞式であった。マーロン・ブランドは『ゴッドファーザー』でアカデミー主演男優賞を受賞したが、 彼はハリウッドのネイティブ・アメリカンに対する扱いが不当であるという理由で受賞を拒否、授賞式にも出席せず、代わりに自分の書いたスピーチをネイティブ・アメリカンの衣装を着た彼女に読ませようとした。ブーイングを受けたため、彼女はブランドのスピーチを壇上で読むことは出来なかったが、後に報道陣に対して読み上げた。このことで彼女は映画界でブラックリストに載せられ、芸能界からも締め出された。アカデミー賞のスピーチの後、リトルフェザーはホスピスケアで働いた。彼女は医療や失業などネイティブ・アメリカンの問題に対する活動を続け、ネイティブ・アメリカンに関する映画を制作した。
2022年8月、映画芸術科学アカデミーはこの演説をめぐる長年の不当な扱いについて、彼女に正式に謝罪の手紙を送り、この手紙は死の2週間前の9月17日、 サチーン・リトルフェザーとの夕べで全文が読まれた。
2022年10月2日、カリフォルニア州ノヴァトの自宅で死去、75歳。乳癌を患っていたという。
死後、リトルフェザーの実の姉妹であるロザリンド・クルスとトゥルーディ・オーランディはジャーナリストのジャクリーン・キーラーとのインタビューで姉妹の父はカリフォルニア州オックスナード出身のメキシコ系アメリカ人でありヤキ族やアパッチ族とは何の関係もない人物であったことを明らかにした。姉妹二人はネイティブ・アメリカンの出自を偽りヒスパニック系であること隠すことがリトルフェザーの成功に役立ったと考えているほか、リトルフェザーの出自に関する主張は一家の恥であり本物の先住民に対して失礼だと答えた。インタビューに答えたリトルフェザーの姉妹によれば、リトルフェザーの嘘は民族的出自にとどまらず、生前粗末な小屋で生まれ育ち、家には当初トイレすらなかった。また、父親が精神病を患わっており母方の祖父に養子にされたと等のリトルフェザーの主張は全てデタラメだった。
さらに、リトルフェザーは第45回アカデミー賞の際、スピーチを聞いて怒ったジョン・ウェインに殴られそうになったが、6人の警備員が止めてくれたという主張もしていたが、この伝説は起こり得なかったと結論づけられた。この伝説はアカデミー賞のテレビディレクター、マーティ・パセッタが事件から約1年後にインタビューで語り始めた誇張された作り話として始まり、語られるたびにどんどん面白くなり、ついには根強い都市伝説になったのだ、と映画史家でジャーナリストのファラン・ネーメは言った。